# Тюцпац
Тюцпац (нім. Tützpatz) — громада в Німеччині, розташована в землі Мекленбург-Передня Померанія. Входить до складу району Мекленбургіше-Зенплатте. Складова частина об'єднання громад Трептовер-Толлензевінкель.
Площа — 21,60 км2. Населення становить 549 ос. (станом на 31 грудня 2020).

## Галерея

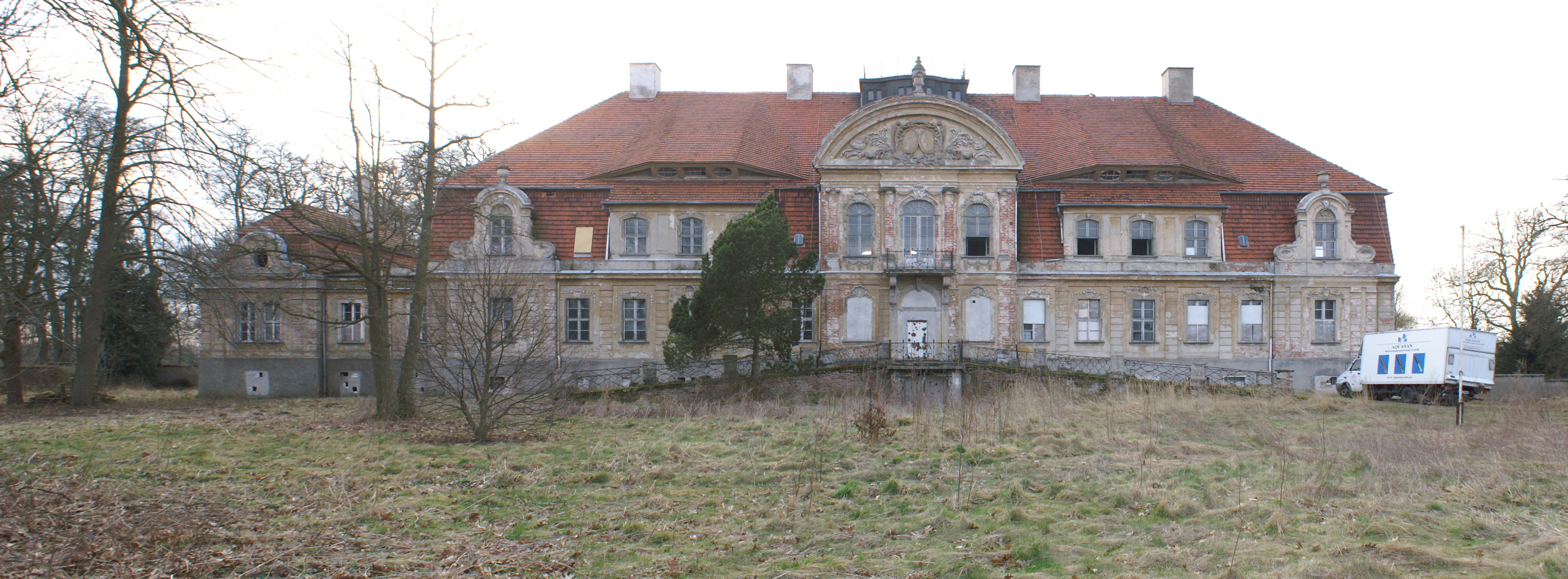